# Episodi di The Latest Buzz (seconda stagione)
La seconda stagione della serie televisiva The Latest Buzz è composta da 13 episodi.
Messa in onda:
- Canada:
  - Family Channel: aprile 2008 - ...
- Italia:
  - Disney Channel: aprile 2008 - ...

| Numero | Titolo italiano                 | Titolo originale                   | Trama |
| ------ | ------------------------------- | ---------------------------------- | --- |
| 1      | Articolo su primi appuntamenti  | The Dating Issue                   | Rebecca deve fare un articolo sui primi appuntamenti, ma non sa come fare visto che non è mai uscita con un ragazzo. Così, Noah si offre per un appuntamento di lavoro, ma qualcosa va storto. Wilder deve pubblicizzare cose assurde da una ditta e Micheal, dopo aver letto un libro, cambia la sua vita e diventa gentile e pacifico mentre Amanda cerca di riportarlo alla realtà. |
| 2      | I genitori quanti problemi      | The Parents Issue                  | Al Teen Buzz si festeggia il giorno genitori-figli. Micheal mente alla madre dicendo che l'ufficio di DJ è il suo e quindi mente a Wilder e suo padre che si devono scambiare le cose di DJ con le cose di Micheal per togliere una "maledizione", intanto Rebecca è imbarazzata da suo padre, Noah arrabbiato con suo padre perché se ne deve già andare per andare al saggio di sua sorella e Amanda aspettando a braccia aperte il suo "papino" trova la sua perfida matrigna che poi si rivela una sua ammiratrice più cara. |
| 3      | Un'azione molto subdola         | The Sneaky Issue                   | Micheal si fidanza con una ragazza ma Amanda è preoccupata dai suoi comportamenti e cerca di avvertirlo, Wilder sceglie Rebecca lavora al blurb(il bar) per scrivere un articolo e Wilder la aiuta con la coordinazione. Noah cerca di organizzare un appuntamento fra DJ e il signor Stepherd facendo credere a DJ che lui sia suo ammiratore per evitare di lavorare extra nell'ufficio di Dj siccome le aveva cambiato la suoneria del cellulare. |
| 4      | Il potere di intervento         | The Power Tripping Issue           | Rebecca si candida come Presidente del Consiglio Studentesco e Micheal la aiuta nella campagna elettorale, ma Cody Herman le è d'intralcio, Amanda e Noah devono fare un articolo insieme ma è più difficile del previsto, Wilder non vuole scrivere la recensione su un videogioco. |
| 5      | La festa di Halloween           | The Halloween Issue                | Rebecca, Micheal, Amanda, Noah e Wilder devono andare ad una festa di Halloween ma sfortunatamente salta la corrente. Decidono così di passare la serata raccontandosi storie dell'orrore. Nel primo racconto, Wilder si clona dopo aver bagnato una fotocopiatrice. Nel secondo, Michael beve una lozione per farsi crescere la barba, ma con la luna piena gli cresce il pelo e diventa un lupo mannaro. La terza storia, ispirata a Scary Movie 3, vede Amanda guardare un video su Internet e di conseguenza le accadono cose brutte. Il quarto racconto mostra Rebecca alle prese con un giocattolo maledetto; mentre Noah (autore dell'ultima storia dell'orrore) parla delle imprese degli acchiappafantasmi. |
| 6      | La resa dei conti               | The Showdown Issue                 | Micheal e Wilder si sfidano a dodgeball (palla avvelenata) e Micheal vince. Alla fine diventa molto più popolare, ma scopre che era meglio prima. Il test sul flirt di Rebecca gira in tutta la scuola, ma incredibilmente Amanda ha bisogno dell'aiuto di Rebecca per flirtare e Noah è ossessionato da un enorme gorilla che lo segue ovunque. |
| 7      | Pressioni                       | The Peer Pressure Issue            | Una vecchia e ricchissima amica di Amanda la va a trovare al Buzz, ma offende gli altri, li insulta, dice cattive cose su di loro anche se Amanda non sospetta niente, mentre Micheal, Noah e Wilder partecipano a un quiz su Pizza Patrol. |
| 8      | Questioni false                 | The Fake Out Issue                 | Wilder è scelto per una sfilata di moda ma secondo Amanda non se la sa proprio cavare, così gli fa un po' da agente e lo aiuta, Micheal insegna a Noah i gesti che le ragazze fanno per capire che gli piaci o che vorrebbe fossero solo amici e quando vede Rebecca fare entrambi i gesti, Micheal istruisce Noah su come far colpo su Rebecca mentre quest'ultima, quando sente DJ parlare al telefono del fatto che lei(Rebecca) deve andare, crede debba essere licenziata. |
| 9      | La ragazza lo rilascia          | The It Girl Issue                  | Per un articolo Rebecca deve fingersi una modella alla scuola per modelle di Karina ma è piuttosto impacciata e imbranata, così Amanda le dà un aiuto, mentre Micheal, Noah e Wilder cercano un'idea per un video da mandare su GleeTube. |
| 10     | La roccia è fuori questione     | The Rock Out Issue                 | Noah intervista una superstar per lui ridicola (l'unica cosa che dice è Rock On) ma lascia accesa l'audiocassetta mentre con Rebecca ride di lui, così devono recuperarla. Wilder è un po' imbarazzato da suo padre in una gara di chitarre invisibili e Micheal presta 20 dollari ad Amanda che lei si dimentica di restituire. |
| 11     | Affrontare la musica            | The Face the Music Issue           | Per qualche giorno il padre di Amanda è il direttore al posto di DJ, e Amanda per dimostrargli qualcosa, diventa amica della cantante che canterà quella sera, Sherrie Overwood, e le fa conoscere le meraviglie della vita normale, ottenendo però il ritiro della ragazza dal mondo dello spettacolo. Noah fa mangiare a Rebecca del cibo piccante e le viene il singhiozzo. Noah per farle passare il singhiozzo la bacia. Micheal e Wilder diventano guardie di sicurezza della scuola per conto del signor Stepherd e indagano sul caso del lanciatore di pallottole. |
| 12     | Finalmente Natale!              | The Happy Holidays Issue           | Al Teen Buzz è arrivato il Natale e come ogni anno ci sarà la pesca segreta per decidere chi farà i regali a chi. Noah e Rebecca si pescano a vicenda, Micheal pesca Wilder, Wilder pesca Amanda e Amanda pesca Micheal. Amanda pensa di abbellire l'ufficio e organizzare una festa, ma tutto si rivela un disastro. Wilder vuole fare un regalo favoloso ad Amanda, ma tutto ciò che pensa potrebbe piacerle costa troppo. Rebecca vuole regalare a Noah un mp3 con tutte le sue canzoni preferite, ma appena scopre da Micheal che lui le vuole regalare una pallina autografata di Justin Monroe (che lei già ha) decide di regalargli anche lei qualcosa di più semplice.                                       |
| 13     | Wilder e i cibi insani          | The Star Power Issue               | Wilder è ossessionato dai cibi insani: torte, dolci, caramelle, fritti...così Rebecca cerca di fargli mangiare del cibo sano e curare il suo problema, mentre Noah, Amanda e Micheal si contendono l'intervista con l'attrice Ashley Leggat. |
| 14     | La competizione                 | The Second Chances Issue           | Wilder e il padre di Amanda sono in competizione in varie sfida per dimostrare il migliore, Noah scopre che è stato ammesso al Buzz per errore e vuole andarsene, anche se in realtà vorrebbe rimanere, mentre Micheal ha paura di diventar calvo dopo la predizione di una sibilla. |
| 15     | Meravigliosi maghi al teen buzz | The Wonderful Wizard of Buzz Issue | Rebecca prende le scarpe di Amanda e litigano perché le rivuole indietro, Micheal vuole comprarsi una nuova scrivania e lo fa con la carta di credito di DJ e le lascia firmare l'assegno con l'inganno, ma poi si sente in colpa, Wilder non riesce a trovare il suo cervello di gomma e Noah cerca di chiedere a Rebecca di uscire con lui. |
| 16     | Le prime impressioni            | The First Impressions Issue        | Prima di andare a un concerto, i ragazzi devono aspettare che Rebecca faccia il suo articolo e decide di farlo sulle prime impressioni che i ragazzi hanno avuto sugli altri. Ma tutto questo provoca un gran caos: Amanda scopre che Wilder non si ricorda niente di lei, Rebecca ricorda che Noah la ricordava come una "secchiona" i primi giorni e scopre che nella prima settimana le ha regalato un cd che aveva regalato anche ad Amanda tempo prima e ci rimane male, mentre Micheal si ricorda di come Wilder non si è mai dimostrato un genio in tutto quel tempo. |
| 17     | Una nuova amica                 | The Makeover Issue                 | Rebecca vuole diventare amica di Waverly, una ragazza vanitosa che frequenta solo ragazze alla moda, e le sue amiche, così Amanda la aiuta e le presta trucchi, vestiti, scarpe e le dà consigli sul look, ma Rebecca comincia ad allontanarsi e a diventare come Waverly. Wilder è la mascotte della squadra della scuola, ma così diventa famoso e si allontana da Noah. Micheal porta scarpe enormi per sembrare più alto. |
| 18     | La rottura                      | The Breakup Issue                  | Noah fa una brutta recensione su un cantante di 10 anni, che si vuole vendicare lanciandogli delle torte. Amanda si ricorda di aver prestato una penna a Rebecca, ma lei era sicura di avergliela ridata, ma poi la ritrova nella sua agenda. Micheal vuole fare un articolo su una attrice che adora andare sullo skateboard e vuole che lei e Wilder si fidanzino, ma loro scoprono di non avere molto in comune allora per far piacere a Micheal si fidanzano, ma non riescono ad andare d'accordo allora alla prima del suo film fanno una scenata per lasciarsi. |
| 19     | Il pony di Amanda               | The Pet Peeves Issue               | Il padre di Amanda decide di sequestrarle Biscottino, il suo pony, e lei per proteggerlo lo porta, all'oscuro di tutti, al Teen Buzz. Per un articolo, Micheal ha bisogno di sapere cosa odiano gli altri di lui; Rebecca glielo dice, ma il tutto scatena una lite. Noah è arrabbiato con Wilder perché gli ruba sempre il cibo e le proverà di tutte per farlo smettere. |
| 20     | Il segreto                      | The Secrets Issue                  | Noah scopre che Rebecca non ha ancora detto al padre che si sono messi insieme, così Rebecca, dopo tanti tentativi, cerca di organizzare una cena istruendo Noah sui guasti del padre. Amanda deve scrivere un articolo sul primo bacio pubblicizzando un rossetto, peccato che lei non abbia mai baciato nessuno...Micheal, invece, vuole sapere a tutti i costi il nome e cognome esteso di Wilder. |
| 21     | La nemica                       | The Shape Up Issue                 | Una nemica francese di Amanda, Priscilla, è arrivata in città per la fashion week. Stavolta, Amanda si darà da fare per batterla, ma senza trucchi e sabotaggi, al contrario di Priscilla...il signor Shepherd propone a Rebecca di fare un po' di ginnastica aiutata da Noah. Ma alla fine dell'allenamento, però, ci sono risultati positivi più per Rebecca che per Noah...Wilder, invece, vuole battere il record mondiale di un videogioco. |
| 22     | Vecchie amicizie                | The Super Crush Issue              | Yolanda, una vecchia amica di Micheal, innamoratissima di lui, si fa di nuovo risentire. Micheal fa di tutto per evitarla, ma è costretto a fare un progetto di scienze insieme a lei... Noah scrive su Internet, per scherzo, che Rebecca balla come Crash Party Ice(una rapper) e lei si arrabbia. Ma adesso, il direttore del Teen Buzz vuole farla ballare e rappare in diretta e lei è totalmente negata! Amanda cerca di farsi notare da Wilder visto che quando è con gli amici le è totalmente indifferente. |
| 23     | Una star al teen buzz           | The Boy Trouble Issue              | Al Teen Buzz è arrivato un famosissimo cantante di nome George. Trova subito in simpatia Rebecca e arriva addirittura a farle credere di essere innamorato di lei. Rebecca ha paura che Noah si possa ingelosire, ma si mostra indifferente anche quando George le chiede di fare un video insieme. Così, lei accetta per fare ingelosire Noah. Micheal e Wilder entrano a far parte del corso di ukulele del professor Shepherd, ma sfortunatamente Wilder rompe il suo ukulele e non sa come dirlo al professore, mentre Amanda e DJ fanno lo sciopero dei ragazzi. |
| 24     | Un bacio fuori questione        | The Kiss Off Issue                 | Micheal Gelbart, un giornalista televisivo, è incaricato di riprendere per un giorno i lavori dei ragazzi al Teen Buzz ma, davanti alle telecamere, i ragazzi combinano un sacco di pasticci. Noah si fa regalare dei biglietti omaggio da Amanda per un concerto con l'inganno e quando lo rivela in tv senza sapere che verrà trasmesso subito, Amanda lo vede e si offende. Wilder, dopo aver vinto un torneo, preso dalla felicità bacia Rebecca. Ed è un disastro quando lo viene a sapere Noah...Micheal e lo staff televisivo scatenano una lite e il direttore del Teen Buzz minaccia di far chiudere il giornale...!                                                                                        |
| 25     | Uomini vs Donne                 | The Boys vs. Girls Issue           | Micheal e Amanda partecipano a un concorso sull'alunno vestito meglio in tutta la scuola, e per vincere si saboteranno e ostacoleranno a vicenda...Noah e Rebecca, dopo aver trovato entrambi un errore fatto da Shepherd in un discorso, si sfidano ad una gara di spelling mentre Wilder e DJ si sfidano in videogames e double dutch. |
| 26     | È arrivata l'estate             | The Summer Bash Issue              | È arrivata l'estate e per due mesi nessuno si vedrà più. Amanda parte per Parigi, ma quando scopre che suo padre è andato in bancarotta Wilder la convince a venire con lui in Messico ad aiutare i senzatetto; Noah e Rebecca avrebbero dovuto passare l'estate insieme, con la famiglia di Rebecca. Quando ZuZuMoon, una cantante ospite al Buzz per una sera, sceglie Noah per il suo tour, Rebecca cerca una soluzione, ma sarà costretta a digerire la brutta notizia: per due mesi non si vedranno. Micheal, invece, reciterà in alcuni film come personaggio secondario. |